# Farvagny
Farvagny (antiguamente en alemán Favernach) es una comuna suiza del cantón de Friburgo, situada en el distrito de Sarine. Limita al norte con las comunas de Cottens y Hauterive, al noreste con Corpataux-Magnedens, al este con Rossens, al sureste con Pont-en-Ogoz, al suroeste con Vuisternens-en-Ogoz, al oeste con Le Glèbe, y al noroeste con Autigny.

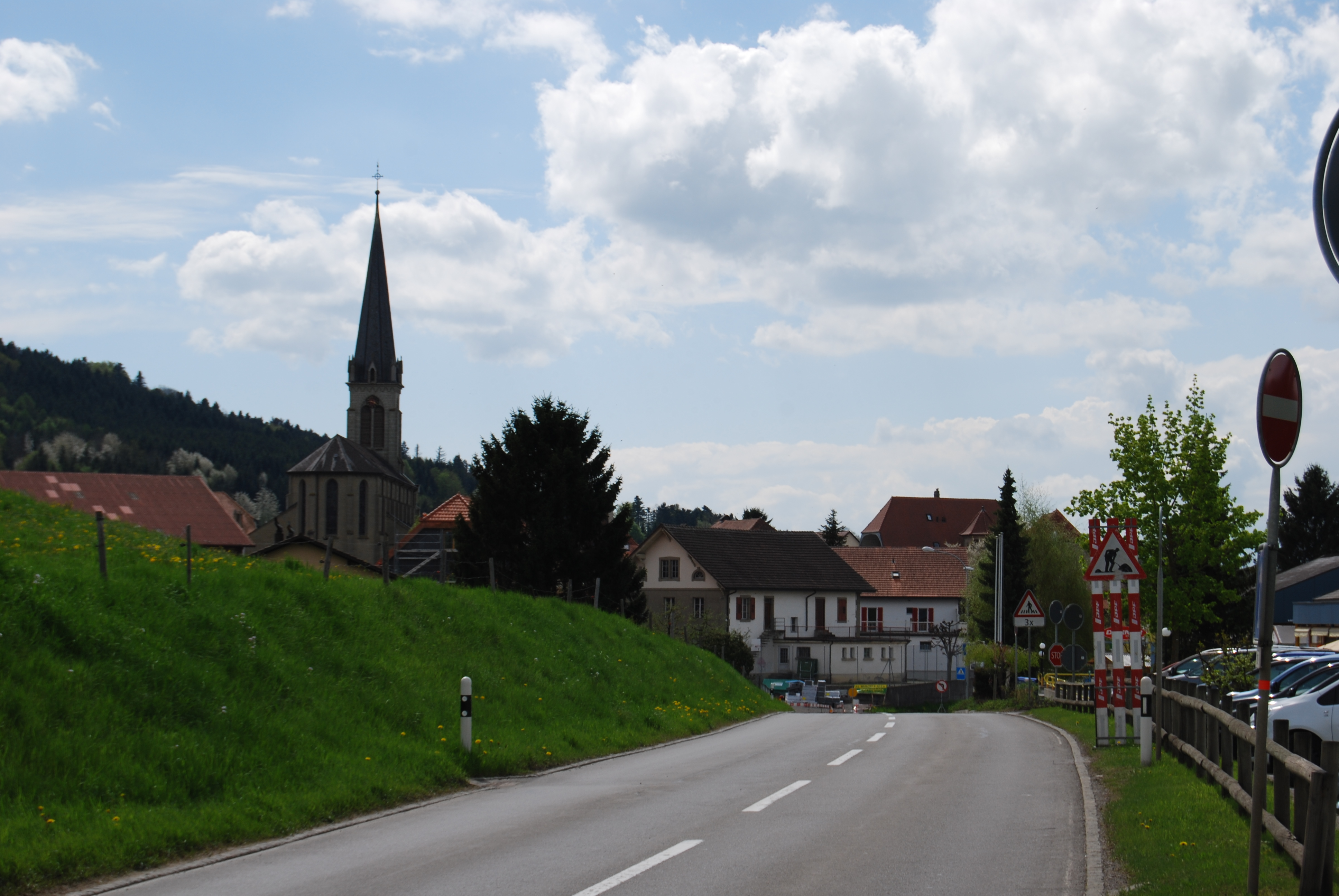
Farvagny